# Godela Weiss-Sussex
Godela Weiss-Sussex (* 19. April 1962) ist eine deutsche Germanistin, Hochschullehrerin und Sachbuchautorin. Sie ist Kodirektorin des Centre for the Study of Contemporary Women’s Writing (CCWW) des Institute of Languages, Cultures and Societies (ILCS).

## Leben
Nach einem Lehramtsstudium und anschließender Tätigkeit an der Freien Universität Berlin sowie dem Abschluss eines Masterstudiums an der University of Cambridge war sie ab 1991 Lecturer, später Senior Lecturer an der De Montfort University in Leicester. Sie erwarb einen PhD in Germanistik an der University of London. Seit 2004 war sie zunächst Lecturer am damaligen Institute of Modern Languages Research der School of Advanced Study, heute ist sie Professor in Modern German Literature und Kodirektorin des CCWW am ILCS. Seit 2009 ist sie zudem Fellow/College Lecturer am King’s College, Cambridge.
Ihre Forschungsschwerpunkte sind deutsch-jüdische Literatur und Kultur des 20./21. Jahrhunderts, weibliches Schreiben, Translingualismus in der Literatur, Literatur der Metropolen.

## Veröffentlichungen
- Metropolitan chronicles. Georg Hermann’s Berlin novels 1897–1912 (= Stuttgarter Arbeiten zur Germanistik, Nr. 379). Heinz, Stuttgart 2001, ISBN 3-88099-384-X, zugleich: Dissertation, University of London, 1998
- Jüdin und Moderne. Literarisierungen der Lebenswelt deutsch-jüdischer Autorinnen in Berlin (1900–1918). De Gruyter, Berlin [2016], ISBN 978-3-11-044747-7

### Als Herausgeberin
- Godela Weiss-Sussex (Hrsg.): Georg Hermann. Deutsch-jüdischer Schriftsteller und Journalist, 1871–1943 (= Conditio Judaica, Band 48). Niemeyer, Tübingen 2004, ISBN 3-484-65148-2
- Godela Weiss-Sussex und Ulrike Zitzlsperger (Hrsg.): Berlin. Kultur und Metropole in den zwanziger und seit den neunziger Jahren (= Publications of the Institute of Germanic Studies, University of London, Band 91), Iudicium, München 2007, ISBN 978-3-89129-867-1
- Robert Gillett und Godela Weiss-Sussex (Hrsg.): „Verwisch die Spuren!“ Bertolt Brecht’s work and legacy. A reassessment (= Amsterdamer Beiträge zur neueren Germanistik, Band 66). Rodopi, Amsterdam und New York 2008, ISBN 978-90-420-2432-8
- Andrea Hammel und Godela Weiss-Sussex (Hrsg.): „Not an essence but a positioning“. German-Jewish women writers (1900–1938) (= Publications of the Institute of Germanic Studies, University of London, Band 93). Martin Meidenbauer, München 2009, ISBN 978-3-89975-161-1
- Katia Pizzi und Godela Weiss-Sussex (Hrsg.): The Cultural Identities of European Cities (= Cultural Identity Studies, Band 16). Lang, Oxford [u. a.] 2011, ISBN 978-3-03-911930-1
- Jochen Hung, Godela Weiss-Sussex und Geoff Wilkes (Hrsg.): Beyond glitter and doom. The contingency of the Weimar Republic (= Publications of the Institute of Germanic Studies, University of London, Band 98). Iudicium, München 2012, ISBN 978-3-86205-084-0
- Godela Weiss-Sussex und Ulrike Zitzlsperger (Hrsg.): Das Berliner Warenhaus. Geschichte und Diskurse = The Berlin Department Store. Lang, Frankfurt am Main 2013, ISBN 978-3-631-64116-3
- Godela Weiss-Sussex und Charlotte Woodford (Hrsg.): Protest and reform in German literature and visual culture. 1871–1918 (= Publications of the Institute of Germanic Studies, University of London, Band 100). Iudicium, München 2015, ISBN 978-3-86205-402-2
- Godela Weiss-Sussex und Ulrike Zitzlsperger (Hrsg.): Konsum und Imagination. Das Warenhaus und die Moderne in Film und Literatur = Tales of commerce and imagination. Lang, Frankfurt am Main 2015, ISBN 978-3-631-64233-7
- Gisela Holfter und Godela Weiss-Sussex (Hrsg.): Wandern und Plaudern mit Fontane. Literarische Begegnungen mit der Mark Brandenburg heute. Quintus, Berlin 2019, ISBN 978-3-947215-46-1
- Robert Gillett and Godela Weiss-Sussex (Hrsg.): Barbara Honigmann (= Contemporary German writers and filmmakers, Band 6). Lang, Oxford [u. a.] [2023], ISBN 978-1-80079-249-4